# ベシル・デミリ
ベシル・デミリ（マケドニア語: Бесир Демири、1994年8月1日 - ）は、北マケドニアのサッカー選手。元マケドニア共和国代表。ポジションはDFまたはMF。

## クラブ歴
FCシュクピの下部組織から2013年にトップチームに昇格し、ヴトラ・マケドンスカ・フドバルスカ・リーガで出場した。2015年1月にプルヴァ・マケドンスカ・フドバルスカ・リーガのKFシュケンディヤに移籍。2016年12月に同リーグのFKバルダールに移籍した。2018年2月にウクライナ・プレミアリーグのFCイリチヴェツ・マリウポリに移籍。

## 代表歴
2014年にU-21代表として初出場すると、その後レギュラーメンバーとして活躍した。2016年5月27日に行われたウクライナU-21代表戦で好パフォーマンスと初得点を記録した事により、A代表からも招集がかかった。2日後に行われたアゼルバイジャン代表との一戦で83分にボヤン・ナイデノフと交代で出場し、A代表初出場となった。